# Светско првенство у атлетици у дворани 2012 — бацање кугле за жене
Бацање кугле у женској конкуренцији на Светском првенству у атлетици 2012. у Истанбулу одржано је 10. марта у Атлетској арени Атакуј.
Титулу је бранила Надзеја Астапчук из Белорусије.

## Земље учеснице
Учествовала је 18 такмичарки из 14 земаља.
| - 1. Белорусија (2) - 2. Бугарска (1) - 3. Кина (1) - 4. Куба (1) - 5. Француска (1) | - 6. Немачка (2) - 7. Иран (1) - 8. Нови Зеланд (1) - 9. Пољска (1) - 10. Русија (2) | - 11. Шпанија (1) - 12. Турска (1) - 13. Украјина (1) - 14. САД (2) |

## Освајачи медаља
|                          |                             |                  |
| Валери Адамс Нови Зеланд | Надзеја Астапчук Белорусија | Мишел Картер САД |

## Рекорди пре почетка Светског првенства 2012.
Стање 8. март 2012. 
| Светски рекорд                                   | Хелена Фибингерова, Чехословачка | 22,50 | Јаблонец, Чехословачка | 19. фебруар 1977. |
| Рекорд светских првенстава                       | Надзеја Астапчук, Белорусија     | 20,85 | Доха, Катар            | 14. март 2010.    |
| Најбољи резултат сезоне                          | Надзеја Астапчук, Белорусија     | 20,70 | Могиљев, Белорусија    | 10. фебруар 2012. |
| Афрички рекорд                                   | Вивијан Чуквумика, Нигерија      | 18,13 | Флагстаф, САД          | 4. фебруар 2006.  |
| Азијски рекорд                                   | Ли Мејсу, Кина                   | 21,10 | Пекинг, Кина           | 3. март 1990      |
| Североамерички рекорд                            | Џилијан Камарена-Вилијамс, САД   | 19,89 | Фејетвил, САД          | 12. фебруар 2012. |
| Јужноамерички рекорд                             | Елисанжела Адријано, Бразил      | 18,33 | Пиреј, Грчка           | 24. фебруар 1999. |
| Европски рекорд                                  | Хелена Фибингерова, Чехословачка | 22,50 | Јаблонец, Чехословачка | 19. фебруар 1977. |
| Океанијски рекорд                                | Валери Адамс, Нови Зеланд        | 20,49 | Доха, Катар            | 14. март 2010.    |
| Рекорди после завршетка Светског првенства 2012. |                                  |       |                        |                   |
| Океанијски рекорд                                | Валери Адамс, Нови Зеланд        | 20,54 | Истанбул, Турска       | 10. март 2012.    |

### Најбољи резултати у 2012. години
Десет најбољих атлетичарки године у бацању кугле у дворани пре почетка првенства (8. марта 2012), имале су следећи пласман.
| 1.  | Надзеја Астапчук, Белорусија   | 20,70 | 10. фебруар |
| 2.  | Џилијан Камарена-Вилијамс, САД | 19,89 | 11. фебруар |
| 3.  | Јевгенија Колодко, Русија      | 19,47 | 21. јануар  |
| 4.  | Надин Клајнерт, Немачка        | 19,33 | 5. фебруар  |
| 5.  | Мишел Картер, САД              | 19,27 | 26. фебруар |
| 6.  | Наталија Михневич, Белорусија  | 19,15 | 10. фебруар |
| =6. | Кристина Шваниц, Немачка       | 19,15 | 25. фебруар |
| 8.  | Алена Копец, Белорусија        | 18,90 | 10. фебруар |
| 9.  | Ирина Тарасова, Русија         | 18,76 | 21. јануар  |
| 10. | Јевгенија Соловјова Русија     | 18,71 | 5. фебруар  |

Такмичарке чија су имена подебљана учествују на СП 2012.

## Квалификациона норма
| дворана или отворено |
| -------------------- |
| 17,30 м              |

## Сатница
| Датум         | Време | Ниво          |
| ------------- | ----- | ------------- |
| 10. март 2014 | 10:05 | Квалификације |
| 10. март 2014 | 18:10 | Финале        |

## Резултати

### Квалификације
Квалификациона норма за финале износила је 18,60 м (КВ), коју су испунило 5 такмичарки, а 3 су се пласирале према резултату. Такмичило се у једној групи, са почетком у 10:04 а завршило је у 10:49.
| Поз. | Атлетичарка               | Земља       | 1.    | 2.    | 3.    | Резултат | Белешка |
| ---- | ------------------------- | ----------- | ----- | ----- | ----- | -------- | ------- |
| 1    | Валери Адамс              | Нови Зеланд | 19,43 |       |       | 19,43    | КВ      |
| 2    | Надзеја Астапчук          | Белорусија  | 19,26 |       |       | 19,26    | КВ      |
| 3    | Џилијан Камарена-Вилијамс | САД         | х     | 19,11 |       | 19,11    | КВ      |
| 4    | Надин Клајнерт            | Немачка     | 19,00 |       |       | 19,00    | КВ      |
| 5    | Мишел Картер              | САД         | 18,61 |       |       | 18,61    | КВ      |
| 6    | Ирина Тарасова            | Русија      | 18,33 | 18,49 | 18,57 | 18,57    | кв      |
| 7    | Јевгенија Колодко         | Русија      | 18,28 | 18,52 | 18,36 | 18,52    | кв      |
| 8    | Љу Сјангжунг              | Кина        | 18.29 | х     | 18,13 | 18,29    | кв      |
| 9    | Алена Копец               | Белорусија  | 17,80 | х     | х     | 17,80    |         |
| 10   | Кристина Шваниц           | Немачка     | 17,19 | х     | 17,58 | 17,58    |         |
| 11   | Мислејдис Гонзалез        | Куба        | 17,17 | 17,12 | 17,32 | 17,32    |         |
| 12   | Лејла Раџаби              | Иран        | 16,98 | 17,29 | 17,08 | 17,29    |         |
| 13   | Паулина Губа              | Пољска      | 16,72 | 16,92 | 17,15 | 17,15    |         |
| 14   | Жесика Серивал            | Француска   | 15,89 | 16,18 | 16,47 | 16,47    |         |
| 15   | Урсула Руис               | Шпанија     | х     | 16,43 | 15,70 | 16,43    |         |
| 16   | Галина Облешчук           | Украјина    | 16,15 | 16,39 | 16,13 | 16,39    |         |
| 17   | Емел Дерели               | Турска      | 16,02 | х     | 15,99 | 16,02    |         |
| —    | Радослава Мавродијева     | Бугарска    | х     | х     | х     | БП       |         |

### Финале
Финале је одржано у 18,10. Све финалисткиње су бацале по 6 пута
| Место | Атлетичарка               | Земља       | 1.    | 2.    | 3.    | 4.    | 5.    | 6.    | Резултат | Белешка |
| ----- | ------------------------- | ----------- | ----- | ----- | ----- | ----- | ----- | ----- | -------- | ------- |
|       | Валери Адамс              | Нови Зеланд | x     | 20,48 | x     | 20,41 | 20,29 | 20,54 | 20,54    | ОКР     |
|       | Надзеја Астапчук          | Белорусија  | 20,20 | x     | 20,12 | x     | 20,42 | x     | 20,42    |         |
|       | Мишел Картер              | САД         | 18,88 | 19,36 | 19,58 | 19,30 | 18,66 | x     | 19,58    | ЛРС     |
| 4     | Џилијан Камарена-Вилијамс | САД         | 18,70 | 19,44 | x     | 19,32 | x     | 19,24 | 19,44    |         |
| 5     | Надин Клајнерт            | Немачка     | 19,11 | 19,29 | 19,7  | x     | x     | 18,91 | 19,29    |         |
| 6     | Љу Сјангжунг              | Кина        | 17,89 | x     | 18,04 | x     | x     | 18,63 | 18,63    | ЛРС     |
| 7     | Јевгенија Колодко         | Русија      | 17,61 | 17,41 | 17,88 | 18,09 | 18,17 | 18,57 | 18,57    |         |
| 8     | Ирина Тарасова            | Русија      | 18,10 | 18,19 | 18,28 | 18,26 | 18,54 | x     | 18,54    |         |